# Nicolas Chauvin
Nicolas Chauvin byl legendární voják, který sloužil v armádě první Francouzské republiky a později v armádě Napoleona Bonaparte. Od jeho jména je odvozen termín šovinismus. Není jisté, zda Nicolas Chauvin žil, nebo je to jen fiktivní postava.
Chauvin (údajně) vstoupil v 18 letech do armády a sloužil čestně a nezištně; byl celkem sedmnáctkrát zraněn. Za svou loajalitu a obětavost obdržel od Napoleona meč cti a důchod 200 franků. V postnapoleonské Francii nebyl obdivován, nýbrž sloužil jako terč posměchu v komediích jako například ve hře bratří Cogniardů La Cocarde tricolore (1831).